# Norman Joseph Woodland
Norman Joseph Woodland (Atlantic City, 6 settembre 1921 – Edgewater, 9 dicembre 2012) è stato un ingegnere e inventore statunitense.
È conosciuto per l'invenzione dei codici a barre, per i quali ottenne il brevetto statunitense 2.612.994 nell'ottobre del 1952.

## Biografia
Woodland fu il maggiore di due fratelli. Dopo il diploma alla Atlantic City High School, Woodland si laureò in ingegneria meccanica presso la Drexel University nel 1947. Durante il servizio militare lavorò come tecnico assistente al Progetto Manhattan a Oak Ridge (Tennessee). Nel 1948-49, Woodland fu lettore presso la Drexel.

### Codice a barre
Nel 1948 Bernard Silver, fellow presso il Drexel Institute of Technology studiò con Woodland il modo di poter gestire in modo automatico la movimentazione degli articoli in un supermercato, come richiesto dal titolare dello stesso. Il decano dell'università bocciò il progetto, ma Silver ne informò Woodland che si persuase della fattibilità della cosa. Woodland prese alcuni articoli del supermarket e si recò nell'appartamento di suo nonno in Florida. Mentre era in spiaggia, riflettendo sul problema da risolvere, pensò al codice Morse: punti e linee per trasmettere informazioni. Con l'idea di un codice Morse bidimensionale, assieme a Bernard Silver brevettò il sistema il 20 ottobre 1949 (U.S. Patent 2,612,994 - "Classifying Apparatus and Method" del 7 ottobre 1952), con disegni lineari e circolari del codice. Woodland fu assunto dalla IBM nel 1951. Assieme a Silver sviluppò la tecnologia per l'IBM. Non risultando commercialmente valido all'inizio, i due decisero di vendere il brevetto alla Philco nel 1952 per 15.000$; la Philco cedette il brevetto alla RCA in quello stesso anno. RCA tentò di sviluppare applicazioni commercialmente valide solo nel 1969, quando mancavano pochi anni alla scadenza del brevetto. Dopo che la RCA ebbe interessato la National Association of Food Chains nel 1969, e dopo aver formato un comitato (U.S. Supermarket Ad Hoc Committee) per il Uniform Grocery Product Code, la rivale IBM fu coinvolta nel 1971: portando Woodland nello stabilimento in Carolina del Nord, IBM riuscì a sviluppare lo Universal Product Code (UPC), battendo la RCA.

## Onorificenze
- Nel 1973 la IBM premiò Woodland con lo “Outstanding Contribution Award” [1]
- Nel 1992 prese la National Medal of Technology da George H. W. Bush per il suo contributo nello sviluppo del codice a barre [2]
- Nel 1998 Woodland ricevette una laurea honoris causa dalla Drexel University [1]
- Nel 2011 Woodland fu introdotto nella National Inventors Hall of Fame [3]